# Steven Sykes
Pour les articles homonymes, voir Sykes.
Pas d'image ? Cliquez ici

a Compétitions nationales et continentales officielles uniquement.

b Matchs officiels uniquement.
Dernière mise à jour le 28 septembre 2016.
Steven Sykes, né le 5 août 1984 à Middleburg (province du Cap oriental en Afrique du Sud), est un joueur de rugby à XV sud-africain qui joue avec les Sharks dans le Super 14. Il joue au poste de deuxième ligne.

## Carrière

### En club
- 2005-2010 : Natal Sharks en Currie Cup
- 2005-2012 : Sharks dans le Super 14
- 2011-2012 : Leinster Rugby en Pro12
- 2012-2013 : Southern Kings en Super Rugby
- 2012-2013 : Natal Sharks en Currie Cup
- 2013-2016 : Eastern Province Kings en Currie Cup
- 2014-2015 : Cheetahs en Super Rugby
- 2015-2016 : Southern Kings en Super Rugby
- 2016- : US Oyonnax

### En équipe nationale
Il est appelé dans le groupe de l'équipe d'Afrique du Sud contre les Lions britanniques le 4 juillet 2009 sans toutefois entrer en jeu. 

## Palmarès

### En club
- Vainqueur de la Currie Cup en 2008
- Champion de France de Pro D2 2017

### En équipe nationale
- 0 sélection avec l'équipe d'Afrique du Sud
- 0 essai (0 points)
- Sélections par année : 0 en 2009